# 高橋勝四郎
高橋 勝四郎（たかはし かつしろう、1885年（明治18年）12月9日 - 1972年（昭和47年））は、日本の獣医師。馬産家として名高い。岩手県胆沢郡南下幅村（現在の奥州市）出身。父の高橋音四郎は南都田村の村議会議員。

## 来歴

### 幼少期・少年時代
生家は農家で、馬の飼育も手掛けていた。そのことから勝四郎は幼少の頃から馬と身近に接しながら育った。当時の慣例により5歳の時に南下幅尋常小学校に入学。卒業後農業補習科に3年通い、水沢尋常高等小学校の高等科4年生に編入。卒業後は師範学校に進学するつもりであったが13歳だった勝四郎は入学年齢に達しておらず、入学年齢に達するまでの間、母校の南下幅尋常小学校に代用教員として勤務することになった。

### 馬の道へ進む
尋常小学校勤務時代に近所の獣医師・石川孝七郎の勧めを受けて馬の品種改良事業に携わることを志すようになり、現 岩手県立盛岡農業高等学校（旧・岩手県立農学校）獣医科に入学。首席で卒業した。勝四郎は盛岡高等農林学校への進学を希望したが、入学年齢に達していなかったことから岩手県立農学校の助手を務めつつ開業獣医として馬の装蹄に携わった。勝四郎は入学年齢に達した後は盛岡高等農林学校を受験するつもりでいたが、1903年（明治36年）に農学校から青森県の奥羽種馬牧場の勤務獣医師となるよう推薦を受け、同牧場に勤務することになった。1906年（明治39年）に馬政局が発足すると勝四郎は奥羽種馬牧場に勤務したまま、同局の技手となった。

### 小岩井農場時代
1907年（明治40年）、勝四郎は馬政局の命を受けて岩崎家が所有する小岩井農場へ出向した
。
小岩井農場で、勝四郎はサラブレッド競走馬の生産に従事した。その間、小岩井農場が生産したサラブレッドは競馬の競走において好成績を収め、藤波言忠をして「走る馬は小岩井にかぎる」と言わしめるほどの活躍を見せた。また勝四郎が考案した小岩井ハクニー種は中間種として高い評価を受け、中間種の改良をアングロノルマンによって行う方針を立てた馬政局によって生産を制限されるまでの間、市場において優れた売れ行きを見せた。1920年代には馬産家としての勝四郎の名声は「小岩井の高橋か、高橋の小岩井か」と言われるほどに高まっていた。

### 小岩井農場を退職
勝四郎は1916年（大正5年）から小岩井農場長となった戸田務との折り合いが悪く、戸田に疎んじられた。戸田は自身と同じ農科大学（現在の東京大学農学部）出身の石塚栄五郎を引立て、1926年（大正15年）から1927年（昭和2年）にかけてイギリスからの種牡馬導入の任務にあたらせ、さらに勝四郎より若いにもかかわらず勝四郎の上役に抜擢した。これらの処遇に不満を募らせた勝四郎は1930年（昭和5年）、小岩井農場を退職した。
小岩井農場を退職した勝四郎は、自ら牧場を運営して競走馬を生産することを夢見た。すでに馬産家として名声を得ていた勝四郎を雇おうとする牧場経営者は多かったが、しがらみに押される形で小林長兵衛が経営する東北牧場の場長に就任した。勝四郎は破産寸前の状態にあった東北牧場を徐々に立て直したが、太平洋戦争の激化によって競馬が衰退したことを受け1945年（昭和20年）に小林は牧場を売却。勝四郎は故郷に戻った。
太平洋戦争終戦後、勝四郎は牧場に雇用されたものの物価の高騰と農地改革の影響から競走馬の生産を行うことは困難な状況で、もっぱら牧場の管理にあたる日々を送った。1952年（昭和27年）に職を失い、岩手へ帰郷。間もなく勝四郎を師と仰いでいた馬喰の佐野玉吉に勧められ、佐野とともに北海道や東北の競走馬生産牧場を巡る旅に出た。勝四郎は各地でそれまでに培った知識と競走馬生産への情熱を披露し、優れた馬産家として再認識されるようになった。

### 千明牧場場長に就任
1956年（昭和31年）、群馬県利根郡片品村の千明牧場から場長就任の要請を受け、受諾。同牧場は第7回東京優駿競走（日本ダービー）に優勝したスゲヌマなどを輩出した名門牧場であったが太平洋戦争中に閉鎖され、前年に再開したばかりで、勝四郎が赴任した当初は放牧地は荒れ果て、2頭の繁殖牝馬と2頭の1歳馬しかいない状態であった。勝四郎は牧草地や調教コースの整備、牧場周辺に多く生息していたアブの駆除などから牧場づくりを始め、限られた資源を用いて二冠馬メイズイ、天皇賞を優勝したコレヒサ、コレヒデの兄弟などを輩出し、千明牧場の立て直しに成功した。勝四郎はなおも馬産への情熱を燃やしていたが、千明牧場のオーナーであった千明康に「老いぼれ」呼ばわりされたことに憤慨し、1966年（昭和41年）に退職して故郷に戻り、その後は死去まで馬産に携わらなかった。

## 年表
- 1885年（明治18年）12月9日、誕生。
- 1903年（明治36年）
  - 岩手県立農学校獣医科を卒業。
  - 10月、奥羽種馬牧場に就職。
- 1906年（明治39年）、馬政局技手となる。
- 1907年（明治40年）
  - 6月、結婚。
  - 9月、小岩井農場のサラブレッド生産管理担当者となる。
- 1919年（大正8年）、アメリカ合衆国およびイギリスに滞在（ - 1920年)。
- 1930年（昭和5年）
  - 10月、小岩井農場を退職。
  - 11月、東北牧場の場長に就任。
- 1956年（昭和31年）6月、千明牧場の場長に就任。
- 1966年（昭和41年）、千明牧場を退職。
- 1972年（昭和47年）、死去

## 勝四郎の馬産理論
育成手法の基礎となったのは、奥羽種馬牧場勤務時代に同牧場に滞在した今井平吉から教わった、当時のヨーロッパにおける最新の馬学理論であった。勝四郎は今井の理論をもとに独自の手法を構築して実践した。理論の根底にあったのは、厳しい自然環境の中にあってこそもともと野生の動物であった馬の力を引き出すことができるという思想であり、サラブレッドが高価であるからといって腫れ物に触るような扱いをせず、むしろ人為的に作りだした厳しい環境の中で積極的にハードなトレーニングを課して鍛えた。
- 競走馬の骨を丈夫にするためには爪を鍛えなければならないと考え、厩舎や放牧地の地面を固くした。爪を鍛えるため、東北牧場時代には放牧地に玉石を敷き、千明牧場時代には調教用のコースに砂利を敷き詰めたこともある。
- 勝四郎は若い頃からアルカリ性の土壌や水が競走馬の発育に良いという思いを抱いていた。1919年（大正8年）にアメリカ合衆国ケンタッキー州の牧場を訪れた際に、石灰岩の地層をもつにもかかわらずさらに土地に消石灰を撒いているのを見て、土壌改良のためには土地に石灰を撒くのが最良の方法であると確信した。
- 勝四郎は馬に与える草について、日中は日光に当てて乾燥させ、夜間は筵をかけて発酵させるという工程を2、3日間繰り返す独自の製法（勝四郎はこれを陽乾と名付けた）で味と匂いに変化を加え、馬に与えた。
- 繁殖牝馬について「牝馬はあくまでも牝馬らしい風姿がなくてはならない」とし、皮膚が薄く毛並みが繊細で、大き過ぎずしなやかな馬体を持った牝馬を好んだ。
- 勝四郎は若い頃から装蹄に携わり、晩年も自ら馬の爪の手入れをした。そのため馬の爪に関し深い洞察力を有し、小岩井農場の基礎輸入牝馬の流れを汲む競走馬については蹄の形を見ただけでどの馬の子孫か言い当てることができた。
- 勝四郎は馬の心拍数に注意を払った。朝運動をさせる前に測った心拍数を調教の程度やレース出走の目安にすべきとした。具体的には2歳の2月は38ないし39、5月は34ないし35が理想的で、秋になって30にまで減少すればレースに出走できるとした。